# The Mikado (1939)
The Mikado is een Britse muziekfilm uit 1939 onder regie van Victor Schertzinger. Het scenario is gebaseerd op de gelijknamige operette uit 1885 van Gilbert en Sullivan. Destijds werd de film in Nederland uitgebracht onder de titel De mikado.

## Verhaal
De Japanse kleermaker Ko-Ko wordt benoemd tot beul des keizers. Hij moet een slachtoffer vinden om terecht te stellen, voordat de keizer van Japan aankomt. Ko-Ko is verloofd met de schone Yum-Yum, maar zij is verliefd op de vreemdeling Nanki-Poo. Hij stelt daarom voor dat Nanki-Poo en Yum-Yum één maand getrouwd mogen zijn en dat Nanki-Poo daarna zal worden terechtgesteld. Ko-Ko weet niet dat Nanki-Poo in werkelijkheid de zoon is van de keizer.

## Rolverdeling
| Acteur            | Personage  |
| ----------------- | ---------- |
| Kenny Baker       | Nanki-Poo  |
| Martyn Green      | Ko-Ko      |
| Sydney Granville  | Pooh-Bah   |
| John Barclay      | Mikado     |
| Gregory Stroud    | Pish-Tush  |
| Jean Colin        | Yum-Yum    |
| Constance Willis  | Katisha    |
| Elizabeth Paynter | Pitti-Sing |
| Kathleen Naylor   | Peep-Bo    |

## Prijzen en nominaties
| Jaar | Prijs  | Categorie        | Genomineerde(n)                  | Uitslag     |
| ---- | ------ | ---------------- | -------------------------------- | ----------- |
| 1939 | Oscars | Beste camerawerk | Bernard Knowles William V. Skall | Genomineerd |